# Maddalena de La Tour d'Auvergne
Madeleine de La Tour d'Auvergne, o in italiano Maddalena (Alvernia, 1498 – Firenze, 28 aprile 1519), era figlia di Giovanni III de La Tour d'Auvergne (1467 – 28 marzo 1501), Conte d'Alvernia e di Lauraguais, e di una principessa di Borbone (1465 – 1511), Giovanna di Borbone-Vendôme (o Caterina), figlia di Giovanni di Borbone-Vendôme.

## Biografia
Sposò il Duca Lorenzo II de' Medici, duca d'Urbino, presso il castello di Amboise il 5 maggio 1518.
Morì a Firenze di febbre puerperale qualche giorno dopo aver dato alla luce l'unica figlia della coppia, Caterina (1519 – 1589), futura regina e reggente di Francia in quanto sposa di re Enrico II di Valois Angoulême.
La sorella maggiore di Maddalena, Anna, che ereditò l'Alvernia e sposò Giovanni Stewart, II Duca di Albany, visse ancora cinque anni ma morì senza eredi; in questo modo le Contee d'Alvernia e di Boulogne così come la Baronia di La Tour passarono alla figlia di Maddalena, Caterina de' Medici, e poi alla corona francese.

## Ascendenza
|                                                              |                                      |                                                           | Genitori                             |  |  | Nonni |  |  | Bisnonni                                            |  |  | Trisnonni                        |  |
|                                                              |                                      |                                                           |                                      |  |  |       |  |  | Bertrando V de La Tour, conte d'Alvernia e Boulogne |  |  | Bertrando IV, signore de La Tour |  |
|                                                              |                                      |                                                           |                                      |  |  |       |  |  | Bertrando V de La Tour, conte d'Alvernia e Boulogne |  |  | Bertrando IV, signore de La Tour |  |
|                                                              |                                      | Maria I, contessa d'Alvernia e Boulogne                   |                                      |  |  |       |  |  | Bertrando V de La Tour, conte d'Alvernia e Boulogne |  |  |                                  |  |
| Bertrando VI de La Tour, conte d'Alvernia e Boulogne         |                                      |                                                           |                                      |  |  |       |  |  | Bertrando V de La Tour, conte d'Alvernia e Boulogne |  |  |                                  |  |
|                                                              |                                      | Giacomina di Peschin                                      | Luigi, signore di Peschin            |  |  |       |  |  |                                                     |  |  |                                  |  |
|                                                              |                                      | Giacomina di Peschin                                      | Luigi, signore di Peschin            |  |  |       |  |  |                                                     |  |  |                                  |  |
|                                                              |                                      | Giacomina di Peschin                                      | Isotta di Sully                      |  |  |       |  |  |                                                     |  |  |                                  |  |
| Giovanni III de La Tour, conte d'Alvernia e Lauragais        |                                      | Giacomina di Peschin                                      |                                      |  |  |       |  |  |                                                     |  |  |                                  |  |
|                                                              |                                      | Giorgio I, signore de la Trémoille                        | Guido VI, signore de la Trémoille    |  |  |       |  |  |                                                     |  |  |                                  |  |
|                                                              |                                      | Giorgio I, signore de la Trémoille                        | Guido VI, signore de la Trémoille    |  |  |       |  |  |                                                     |  |  |                                  |  |
|                                                              |                                      | Giorgio I, signore de la Trémoille                        | Maria, signora di Sully              |  |  |       |  |  |                                                     |  |  |                                  |  |
| Luisa de la Trémoille, signora di Boussac e Saint-Just       |                                      | Giorgio I, signore de la Trémoille                        |                                      |  |  |       |  |  |                                                     |  |  |                                  |  |
|                                                              |                                      | Caterina de l'Isle-Bouchard                               | Giovanni, signore de l'Isle-Bouchard |  |  |       |  |  |                                                     |  |  |                                  |  |
|                                                              |                                      | Caterina de l'Isle-Bouchard                               | Giovanni, signore de l'Isle-Bouchard |  |  |       |  |  |                                                     |  |  |                                  |  |
|                                                              |                                      | Caterina de l'Isle-Bouchard                               | Giovanna di Bueil                    |  |  |       |  |  |                                                     |  |  |                                  |  |
| Maddalena de La Tour d'Auvergne                              |                                      | Caterina de l'Isle-Bouchard                               |                                      |  |  |       |  |  |                                                     |  |  |                                  |  |
|                                                              | Luigi I di Borbone, conte di Vendôme | Giovanni I di Borbone, conte di La Marche                 |                                      |  |  |       |  |  |                                                     |  |  |                                  |  |
|                                                              | Luigi I di Borbone, conte di Vendôme | Giovanni I di Borbone, conte di La Marche                 |                                      |  |  |       |  |  |                                                     |  |  |                                  |  |
|                                                              | Luigi I di Borbone, conte di Vendôme | Caterina, contessa di Vendôme                             |                                      |  |  |       |  |  |                                                     |  |  |                                  |  |
| Giovanni VIII di Borbone, conte di Vendôme                   | Luigi I di Borbone, conte di Vendôme |                                                           |                                      |  |  |       |  |  |                                                     |  |  |                                  |  |
|                                                              |                                      | Giovanna di Laval                                         | Giovanni, signore di Montfort        |  |  |       |  |  |                                                     |  |  |                                  |  |
|                                                              |                                      | Giovanna di Laval                                         | Giovanni, signore di Montfort        |  |  |       |  |  |                                                     |  |  |                                  |  |
|                                                              |                                      | Giovanna di Laval                                         | Anna, contessa di Laval              |  |  |       |  |  |                                                     |  |  |                                  |  |
| Giovanna di Borbone-Vendôme                                  |                                      | Giovanna di Laval                                         |                                      |  |  |       |  |  |                                                     |  |  |                                  |  |
|                                                              |                                      | Luigi di Beauvau, signore di Champigny e La Roche-sur-Yon | Pietro I, signore di Champigny       |  |  |       |  |  |                                                     |  |  |                                  |  |
|                                                              |                                      | Luigi di Beauvau, signore di Champigny e La Roche-sur-Yon | Pietro I, signore di Champigny       |  |  |       |  |  |                                                     |  |  |                                  |  |
|                                                              |                                      | Luigi di Beauvau, signore di Champigny e La Roche-sur-Yon | Giovanna di Craon                    |  |  |       |  |  |                                                     |  |  |                                  |  |
| Isabella di Beauvau, signora di Champigny e La Roche-sur-Yon |                                      | Luigi di Beauvau, signore di Champigny e La Roche-sur-Yon |                                      |  |  |       |  |  |                                                     |  |  |                                  |  |
|                                                              |                                      | Margherita di Chambley                                    | Ferry V, signore di Chambley         |  |  |       |  |  |                                                     |  |  |                                  |  |
|                                                              |                                      | Margherita di Chambley                                    | Ferry V, signore di Chambley         |  |  |       |  |  |                                                     |  |  |                                  |  |
|                                                              |                                      | Margherita di Chambley                                    | Giovanna di Launoy                   |  |  |       |  |  |                                                     |  |  |                                  |  |
|                                                              |                                      | Margherita di Chambley                                    |                                      |  |  |       |  |  |                                                     |  |  |                                  |  |